# 乞伏部
乞伏部，也寫為乞扶、乞佛、乞步等，又稱乞伏鮮卑、陇西鲜卑、鮮卑乞伏部，古代部落國家，為鮮卑之一。活動區域在於今蒙古共和國南部，中華人民共和國內蒙自治區至陝西省甘肅省一帶。始祖是乞伏可汗乞伏紇干，曾建立西秦，431年被夏国所灭。

## 歷史
乞伏部早期歷史不詳，學者陳寅恪認為他們與拓跋部有關，可能為其分支。在乞伏如弗時代，率領斯引、出连、叱卢等其他三部，自漠北南遷，由乞伏紇干任首任可汗。
託铎其後有乞伏祐邻，西晋泰始初年，率户五千迁居夏缘，合并鹿结部七万馀落。乞伏祐邻之孙乞伏利那，击被鲜卑吐赖及尉迟渴权。乞伏利那之孙乞伏傉大寒，正当石勒灭刘曜之时，乞伏傉大寒畏惧后赵而迁居麦田无孤山。乞伏傉大寒的儿子乞伏司繁被苻坚击破，率部众投降苻坚。苻坚封他为南单于、都督讨西胡诸军事，镇勇士川。乞伏司繁的儿子乞伏国仁，在淝水之战后，建立了西秦，431年被夏国所灭。

## 陇西鮮卑首领
| 姓名       | 在位時间   |
| ---------- | ---------- |
| 乞伏祐邻   | 265年－?年 |
| 乞伏结权   |            |
| 乞伏利那   |            |
| 乞伏祁埿   |            |
| 乞伏述延   |            |
| 乞伏傉大寒 |            |
| 乞伏司繁   | ?年－385年 |